# Amorphophallus coudercii
Amorphophallus coudercii là một loài thực vật có hoa trong họ Ráy (Araceae). Loài này được (Bogner) Bogner mô tả khoa học đầu tiên năm 1985 publ. 1986.